# Microregione di Curitiba
Curitiba è una microregione del Paraná in Brasile, appartenente alla mesoregione di Metropolitana de Curitiba.

## Comuni
È suddivisa in 19 comuni:
- Almirante Tamandaré
- Araucária
- Balsa Nova
- Bocaiúva do Sul
- Campina Grande do Sul
- Campo Largo
- Campo Magro
- Colombo
- Contenda
- Curitiba
- Fazenda Rio Grande
- Itaperuçu
- Mandirituba
- Pinhais
- Piraquara
- Quatro Barras
- Rio Branco do Sul
- São José dos Pinhais
- Tunas do Paraná